# Creedia
Creedia és un gènere de peixos marins de la família dels creédids i de l'ordre dels perciformes.

## Distribució geogràfica
Es troba a Austràlia (Nova Gal·les del Sud, Austràlia Meridional, Tasmània, Victòria, Austràlia Occidental, l'estret de Bass i la Gran Badia Australiana) i el Japó (incloent-hi les illes Ryukyu i Yaeyama).

## Taxonomia
- Creedia alleni (Nelson, 1983)[25]
- Creedia bilineatus (Shimada & Yoshino, 1987)[18]
- Creedia haswelli (Ramsay, 1881)[26]
- Creedia partimsquamigera (Nelson, 1983)[25][27][28][29][30][31][32][33][34][35][36]

### Cladograma
| Creedia | \| \| Creedia alleni \| \| \| \| \| \| Creedia bilineata \| \| \| \| \| \| Creedia haswelli \| \| \| \| \| \| Creedia partimsquamigera \| \| \| \| |
|         | \| \| Creedia alleni \| \| \| \| \| \| Creedia bilineata \| \| \| \| \| \| Creedia haswelli \| \| \| \| \| \| Creedia partimsquamigera \| \| \| \| |
|         | Apodocreedia |
|         | |
|         | Chalixodytes |
|         | |
|         | Crystallodytes |
|         | |
|         | Limnichthys |
|         | |
|         | Myopsaron |
|         | |
|         | Schizochirus |
|         | |
|         | Tewara |
|         | |
|         | Creedia alleni |
|         | |
|         | Creedia bilineata |
|         | |
|         | Creedia haswelli |
|         | |
|         | Creedia partimsquamigera |
|         | |

|  | Creedia alleni           |
|  |                          |
|  | Creedia bilineata        |
|  |                          |
|  | Creedia haswelli         |
|  |                          |
|  | Creedia partimsquamigera |
|  |                          |